# Mien (meer)
Mien is een cirkelvormig kratermeer in de Zweedse provincie Kronobergs län. Het ligt 12 km ten zuidwesten van de gemeente Tingsryd en heeft een diameter van 5,5 km. Het is ontstaan door een meteoorinslag zo'n 121 miljoen jaar geleden. De oorspronkelijke inslagkrater had wellicht een diameter van 12 km. Het meer wordt via de Mieån afgewaterd naar de Oostzee.
De planetoïde (7706) Mien is naar het meer vernoemd.